# Paracheilinus mccoskeri
 Paracheilinus mccoskeri és una espècie de peix de la família dels làbrids i de l'ordre dels perciformes.

## Morfologia
Els mascles poden assolir els 8 cm de longitud total.

## Distribució geogràfica
Es troba des de l'oest de l'Índic fins a Fidji.